# 24-та армія (СРСР)
Двадця́ть четве́рта а́рмія (24 А) — оперативне об'єднання сухопутних військ радянських військ, загальновійськова армія у складі Червоної армії з 24 червня 1941 по 16 квітня 1943.
З 16 квітня 1943 перетворена на 4-ту гвардійську армію.

## Командування
- Командувачі:
  - генерал-лейтенант Калінін С. А. (червень — липень 1941);
  - генерал-майор Ракутін К. І. (липень — жовтень 1941);
  - генерал-майор Іванов М. М. (грудень 1941 — березень 1942);
  - генерал-майор артилерії Броуд Я. І. (березень — травень 1942);
  - генерал-лейтенант Смирнов І. К. (травень — липень 1942);
  - генерал-майор Марцинкевич В. М. (липень — до 6 серпня 1942);
  - генерал-майор Хоменко В. О. (до 28 серпня 1942);
  - генерал-майор Козлов Д. Т. (серпень — вересень 1942);
  - генерал-майор, з січня 1943 генерал-лейтенант Галанін І. В. (жовтень 1942 — квітень 1943);
  - генерал-лейтенант Горбатов О. В. (квітень 1943);
  - генерал-майор Тарасов Г. Ф. (квітень 1943);
  - генерал-лейтенант Кулик Г. І. (квітень 1943).